# Methydrio
Methydrio este un oraș în Grecia în prefectura Arcadia.